# دزرت لیک (کالیفرنیا)
دزرت لیک (به انگلیسی: Desert Lake) یک منطقهٔ مسکونی در ایالات متحده آمریکا است که در شهرستان کرن، کالیفرنیا واقع شده‌است. دزرت لیک ۷۳۲ متر بالاتر از سطح دریا واقع شده‌است.